# Knut Fægri
Knut Fægri (17 de julio de 1909 - 10 de diciembre de 2001) fue un botánico, palinólogo y ecólogo noruego.

## Carrera académica
Nació en Bergen, Y tomó su doctorado en 1934 con la tesis de Über die Längenvariationen einiger Gletscher des Jostedalsbre und die dadurch bedingten Pflanzensukzessionen (Más de las variaciones de longitud de algunos glaciares en el Jostedalsbre y la sucesión vegetal resultante). Fue contratado como becario de investigación en la Chr. Michelsen Institute y nombrado como profesor adjunto en el Bergen Museum en 1946 y desde 1948 de forma conjunta en el museo y en la Universidad de Bergen. Se retiró en 1979. También fue editor jefe de la revista Naturen entre 1947 y 1977.

## Compromiso social
Fægri estuvo muy comprometido en los debates sobre cuestiones sociales de interés público en general. Fue muy franco en su crítica de los efectos negativos de la energía hidroeléctrica, el desarrollo de la naturaleza y la diversidad biológica. A menudo tenía puntos de vista controvertidos. Por ejemplo, en 1960 se movilizó durante un acto liberal en el uso de la marihuana, en la que dijo que el Estado debe dejar al ciudadano decidir sobre la misma. En privado, era un defensor del nudismo y apareció desnudo en un debate de ese tema emitido en la televisión sueca.

## Honores
Fægri fue proclamado doctor honoris causa en la Universidad de Upsala, en 1977, recibió el Premio del Milenio Botánica en 1999 y fue nombrado comendador de la Orden de San Olaf en 1979.
Su hijo Knut Fægri, Jr. se convirtió en profesor también.

## Algunas publicaciones
Esta es una lista de las obras más notables de Fægri:
- Über die Längenvariationen einiger Gletscher des Jostedalsbre und die dadurch bedingten Pflanzensukzessionen (1934)
- Quartärgeologische Untersuchungen im westlichen Norwegen I-II (1935-40)
- Studies on the Pleistocene of Western Norway III-IV (1943-49)
- Text-Book of Modern Pollen Analysis (4 editions 1950-1989, with Johannes Iversen)
- Norges planter I (1958)
- Norges planter II 1960)
- The Distribution of Norwegian Vascular Plants: Coast Plants (1960)
- The Principles of Pollination Ecology (1966, with L. van der Pijl)
- Krydder (1966)
- Dikteren og hans blomster (1988)

- La abreviatura «Faegri» se emplea para indicar a Knut Fægri como autoridad en la descripción y clasificación científica de los vegetales.[5]